# Luis Malagón
Luis Ángel Malagón Velázquez (Zamora de Hidalgo, 2 de março de 1997) é um futebolista mexicano que atua como goleiro. Atualmente joga pelo América.

## Carreira
Malagón foi convocado por Jaime Lozano para participar do Campeonato Olímpico de Qualificação da CONCACAF de 2020. Na última partida da fase de grupos contra os Estados Unidos, ele sofreu uma lesão no cotovelo, o que o fez perder o resto do torneio.

## Títulos
América
- Liga MX: Apertura 2023, Clausura 2024
- Campeón de Campeones: 2024
- Supercopa da Liga MX: 2024
- Campeones Cup: 2024

México
- Jogos Olímpicos: 2020 (medalha de bronze)
- Jogos Pan-Americanos: 2019 (medalha de bronze)
- Copa Ouro da CONCACAF: 2023
- Liga das Nações da CONCACAF: 2024–25